# Xylophanes ferotinus
Xylophanes ferotinus är en fjärilsart som beskrevs av Gehlen. 1930. Xylophanes ferotinus ingår i släktet Xylophanes och familjen svärmare. Inga underarter finns listade i Catalogue of Life.